# Javier Cercas
Javier Cercas Mena (Ibahernando, 1962. április 6. –) író, a spanyol irodalom professzora a gironai egyetemen.

## Élete, munkássága
Az El País katalán változatának és a vasárnapi melléklet külső munkatársa. Két évig dolgozott az illinoisi egyetemen az Amerikai Egyesült Államokban.
Azon spanyol regényírók csoportjába tartozik, akik a történelmi emlékezet mentén adtak ki fikciós műveket. Ezek a spanyol polgárháborút és a francói diktatúrát állítják középpontba. Ehhez a csoporthoz tartozik még Julio Llamazares, Andrés Trapiello és Jesus Ferrero.
2014/15-ben St Anne’s College-ban, az Oxfordi Egyetemen a Weidenfeld Visiting Professora volt az európai összehasonlító irodalomnak.

## Irodalmi díjai
2004: Independent Foreign Fiction Prize a Soldados de Salamináért (Szalamiszi katonák)
2019: Premio Planeta a Terra Altáért, ami a világ második legnagyobb irodalmi díja a Nobel-díj után 601 000 euróval.

## Bibliográfia
- 1987, El móvil
- 1989, El inquilino
- 1991, La verdad de Agamenón
- 1994, La obra literaria de Gonzalo Suárez
- 1997, El vientre de la ballena
- 1998, Una buena temporada
- 2000, Relatos reales
- 2001, Soldados de Salamina (Szalamiszi katonák)
- 2002, Una oración por Nora
- 2005, La velocidad de la luz
- 2009, Anatomía de un instante
- 2012, Las leyes de la frontera (A határ törvényei)
- 2014, El Impostor
- 2016, El punto ciego
- 2017, El monarca de las sombras
- 2018, The Blind Spot
- 2019, Terra Alta

## Magyarul
- Szalamiszi katonák; fordította: Körösi Ivett; Európa, Budapest, 2013[4]

A spanyol polgárháború utolsó napjaiban történt, hogy egy köztársasági katona megmentette az ellenség fő ideológusának életét…
- A határ törvényei; fordította: Pál Ferenc; Európa, Budapest, 2015[5]

Egy kamaszokból álló bűnbanda történetét meséli el.

## Filmadaptációk
- Soldados de Salamina (2003), 119”

Salamina katonái címmel magyar felirattal is vetítették a 2004-es európai filmhéten.
13 díjat nyert és 22 díjra jelölték.
Rendező: David Trueba. Író: Javier Cercas. Forgatókönyvíró: David Trueba. Zene: Amalia Rodríguez
- Salaminos (2003) (tévéfilm), 48”

A Soldados de Salamina werkfilmje.

## Fordítás
- Ez a szócikk részben vagy egészben  a   Javier Cercas című angol Wikipédia-szócikk ezen változatának fordításán alapul.  Az eredeti cikk szerkesztőit annak laptörténete sorolja fel. Ez a jelzés csupán a megfogalmazás eredetét és a szerzői jogokat jelzi, nem szolgál a cikkben szereplő információk forrásmegjelöléseként.